# Luigi Damiano
Luigi Damiano (Torino, 22 novembre 1800 – Torino, 14 luglio 1880) è stato un generale italiano, insignito della medaglia d'oro al valor militare a vivente nel corso della prima guerra d'indipendenza italiana.

## Biografia
Nacque a Torino il 22 novembre 1800, figlio di Giuseppe e di Adelaide Chabraud. Nel marzo 1815, dopo la restaurazione di Casa Savoia, venne in qualità di cadetto nel Corpo di artiglieria, e due anni dopo fu promosso sottotenente in soprannumero nel Corpo del genio militare nel quale conseguì le successive promozioni a luogotenente nel 1819, a capitano nel 1824 ed a maggiore nel 1835. Divenuto colonnello il 24 aprile 1847, assunse il comando del 14º Reggimento fanteria della brigata Pinerolo, con il quale, nel 1848 prese parte alla prima guerra d'indipendenza italiana contro l'Impero austriaco. Il 26 marzo 1848 entrò in Milano fra le acclamazioni della popolazione. Il 10 aprile si schierò con il suo reggimento nelle posizioni sulla destra del fiume Mincio intorno a Peschiera partecipando valorosamente alle operazioni per la resa della piazzaforte che avvenne il 30 maggio. Si distinse il 28 giugno, a Monte della Corona, dove concorse a sventare l'aggiramento della posizione da parte di una colonna nemica. Il 22 luglio, alla testa del suo reggimento, si lanciò all'attacco contro un nemico due volte superiore per numero riuscendo a fermarlo e favorendo così l'ordinato ripiegamento del II Corpo d'armata. Il feldmaresciallo Josef Radetzky, sentendo che nessuna minaccia poteva più provenire dal Veneto, decise di passare all'offensiva generale al fine di scacciare i Piemontesi dalla Lombardia risolvendo a suo favore la guerra. Il suo piano offensivo mirava a rompere la lunga linea piemontese sul Mincio per poi batterne separatamente i tronconi. In esecuzione del piano progettato, il generale austriaco Georg von Thurn und Valsassina attaccò decisamente le posizioni di Monte Baldo presidiate dal 14º Reggimento fanteria. Sotto la poderosa spinta il reggimento dovette dapprima retrocedere, anche se molto lentamente; ma arrestatosi sul pianoro di Rivoli, egli lanciò decisi contrattacchi fermando l'impeto del nemico, numericamente molto superiore, permettendo, nel corso di quattro giorni di duri combattimenti, alle truppe del II Corpo d'armata di ritirarsi ordinatamente nella pianura lombarda.
Con Regio Decreto 15 agosto 1848 fu insignito della medaglia d'oro al valor militare a vivente. Promosso maggior generale comandante della brigata Pinerolo il 12 novembre 1848, prese parte alla breve campagna militare contro l'Austria del 1849. Ottenne una medaglia d'argento al valore militare alla battaglia di Novara il 23 marzo.
Luogotenente generale comandante la Divisione di Alessandria nel 1857,  due anni dopo fu collocato nella riserva. Morì a Torino il 14 luglio 1880.